# Pentium MMX
De Pentium MMX was een ontwikkeling in de vijfde generatie van de x86-serie van Pentium-processors van Intel, die een nieuw soort instructie toevoegde aan de instructieset. De MMX-instructieset is een serie instructies die dezelfde operatie parallel op een aantal korte operanden, van ieder 16 bits, kan uitvoeren. Deze instructies zijn in het bijzonder bedoeld om operaties op beeld en geluidsmateriaal te versnellen. Mogelijke betekenissen van de afkorting MMX zijn Multi-Media eXtensions en Multiple Math eXtension, maar Intel heeft dit niet bevestigd en geen officiële afkorting gegeven.
De eerste Pentium MMX chip had ruim 5 miljoen transistoren en werd gemaakt in varianten met kloksnelheden tot 233 MHz.